# Nus de la Trinitat
El Nus de la Trinitat és un important intercanviador viari que es troba al nord de Barcelona. Fou construït el 1992, coincidint amb els Jocs Olímpics d'Estiu de 1992 com a part del sistema de rondes de la ciutat. Dins el perímetre circular del nus es troba el Parc Nou de la Trinitat.
Hi convergeixen les 4 vies següents:
- Ronda de Dalt (B-20)
- Ronda Litoral (B-10)
- C-58 (o autopista del Vallès)
- B-20 Barcelona-Montgat

Es tracta d'un dels punts amb més trànsit de Barcelona i acostuma a estar saturat en hora punta.